# Pectispongilla subspinosa
Pectispongilla subspinosa är en svampdjursart som beskrevs av Annandale 1912. Pectispongilla subspinosa ingår i släktet Pectispongilla och familjen Spongillidae.
Artens utbredningsområde är havet utanför Indien. Inga underarter finns listade i Catalogue of Life.